# Lochia apicalis
Lochia apicalis är en fjärilsart som beskrevs av Walker 1865. Lochia apicalis ingår i släktet Lochia och familjen nattflyn. Inga underarter finns listade i Catalogue of Life.